# Abteroda
Abteroda ist ein Ortsteil der Stadt Werra-Suhl-Tal im Wartburgkreis in Thüringen (Deutschland).

## Lage
Abteroda befindet sich an der hessisch-thüringischen Landesgrenze und lag in der DDR-Zeit unzugänglich im Sperrgebiet. Der Ort befindet sich auf einer Höhe von 280 m und wird im Norden vom Abterodaer Berg und im Nordwesten vom Auelsberg eingerahmt. Im Osten reicht der Frauenseer Forst mit dem Schlag „Großer Buchrück“ bis an den Ortsrand.
Südlich und südwestlich der Ortslage befindet sich ein ausgeprägter Quellhorizont. Die südliche Gruppe in der „Teichwiese“ speist den von Vitzeroda kommenden „Eschenbach“ (auch „Schwarzer Graben“), die westliche Gruppe bildet das Quellgebiet des „Großen Grabens“, wie der durch Dippach fließende Bach heute genannt wird, der in einem schmalen Tal zum Nachbarort abfließt. Die Wasserführung dieser Quellen ist unstetig, am nördlichen Ortsrand haben deshalb die Bauern an der höchstgelegenen Quelle einen kleinen Teich angelegt, der die Trinkwasserversorgung sicherte.

## Geschichte

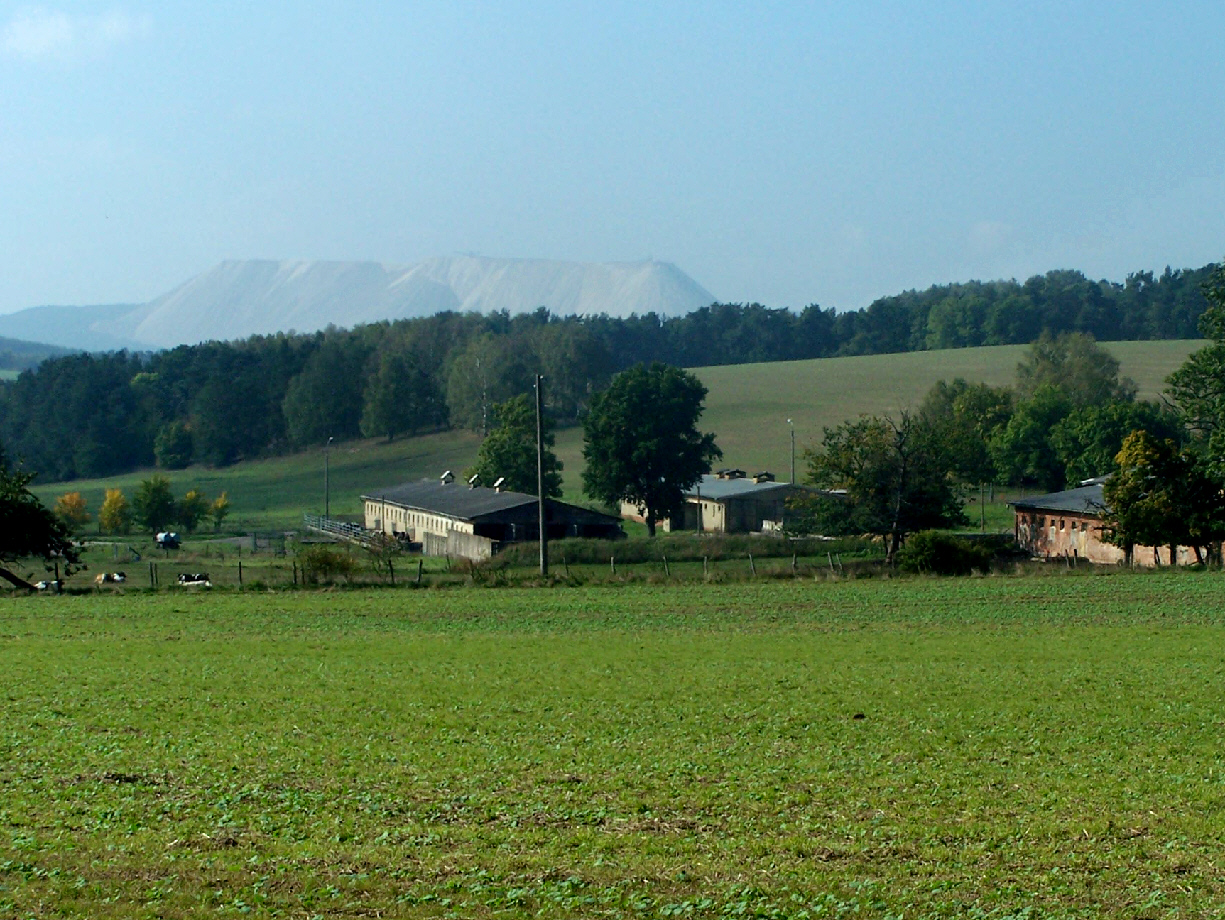
Am Platz des ehemaligen KZ entstand dieser landwirtschaftliche Betrieb

Abteroda wurde im Auftrag des Abtes Ruthard der Reichsabtei Hersfeld urbar gemacht. Daraus leitet sich der Name Abteroda ab.
Die älteste bekannte Urkunde mit Bezug auf den Ort Abteroda wurde am 20. März 1143 ausgestellt.
Die Siedlung lag dicht an der „Hohen Strazza“, die nur 500 m nördlich der Ortslage über den Kamm des Auelsberges und des nördlich folgenden Hohe Rod in Richtung auf Berka/Werra vorbeizieht. Im Jahr 1035 wurde Abteroda vom Abt des Klosters Fulda erworben. Das Dorf grenzte im Spätmittelalter an das Gebiet des nur fünf Kilometer entfernten Kloster Frauensee. Nach dem Bauernkrieg wurde das Frauenseer Klostergebiet säkularisiert, das vom hessischen Landgrafen übernommene Kloster bildete den Verwaltungsmittelpunkt des hessischen Amtes Frauensee, in das die Mehrzahl der angrenzenden Orte eingegliedert wurde. 1553 erwarb der hessische Landgraf Philipp I. die Dörfer Vitzeroda, Abteroda und Gasteroda. Sie wurden dem Gericht Heringen im Amt Friedewald zugeordnet.
Nach den Bestimmungen des Wiener Kongresses gelangten die Orte Vitzeroda, Abteroda und Gasteroda 1816 vom Kurfürstentum Hessen-Kassel an das Großherzogtum Sachsen-Weimar-Eisenach.
1914 entstand die Schachtanlage Abteroda, in welcher bis 1922 Kalisalz abgebaut wurde.
Ab 1937 übernahm die Wehrmacht die stillgelegte Kalischachtanlage Abteroda und baute sie zu einem unterirdischen Munitionsdepot aus. 1944 verlagerte BMW seine Produktionskapazitäten für Flugzeugmotoren aus der BMW Flugmotorenfabrik Eisenach in die hierfür von der Wehrmacht übernommene Schachtanlage. In diesem Zusammenhang bestand von 1944 bis zum 8. April 1945 das Konzentrationslager Abteroda als Außenlager des KZ Buchenwald in Abteroda.
Am 1. Juli 1950 wurde Abteroda in die Gemeinde Vitzeroda eingemeindet; am 17. März 1994 wurden beide Orte Stadtteile von Berka/Werra, am 1. Januar 2019 von Werra-Suhl-Tal.